# Sheila de Vries

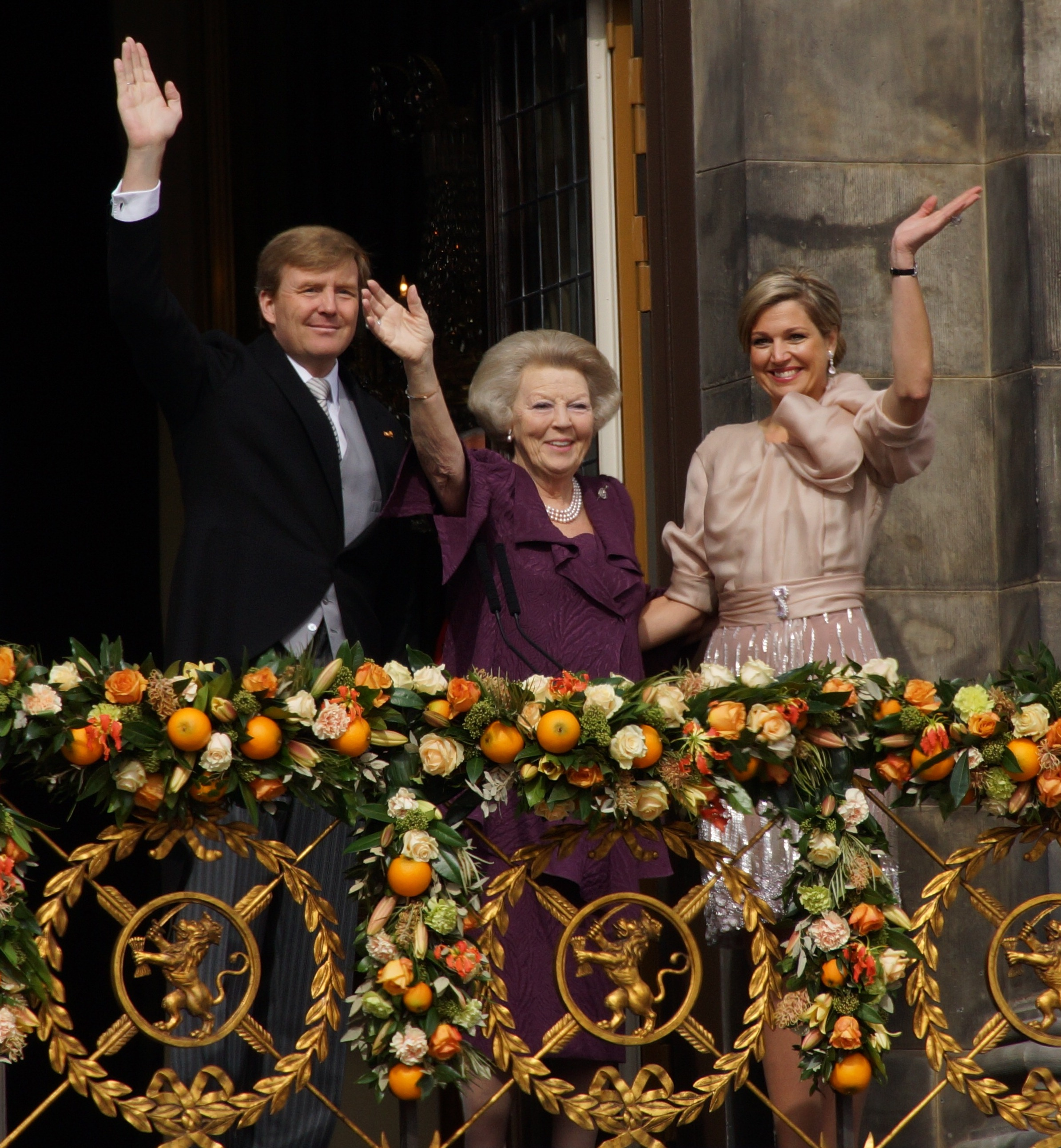
Prinses Beatrix (midden) in een van de door De Vries ontworpen jurken (2013)

Sheila de Vries (Amsterdam, 21 april 1949) is een Nederlands modeontwerpster.

## Carrière
De Vries begon na de middelbare school in 1965 als leerling-ontwerper bij de Nederlandsche Kleedkunst van de Amsterdamse couturière Tonny Waagemans (Amsterdam, 1913-1992). Ze opende in 1978 haar eigen winkel in de Amsterdamse Jordaan (de Oude Leliestraat) en werkte vanaf dat moment met haar echtgenoot Tom de Vries zelfstandig als couturier. Later verhuisde ze achtereenvolgens naar het Rokin, de Van Baerlestraat en de Cornelis Schuytstraat. Op 1 april 2011 stopte ze met haar winkel en met het geven van modeshows. In september 2011 heropende ze in de Cornelis Schuytstraat, onder de naam Sheila&Gideon Collections. Met nu ook herenmode, ontwerpen van haar zoon Gideon.
Ze was vanaf halverwege de jaren tachtig succesvol met haar modeshows in de Verenigde Staten (met klanten als Jane Fonda en Barbara Sinatra). De Vries kreeg een aparte ruimte voor haar eigen ontwerpen in het Amerikaanse warenhuis Sakowitz. Voor de Amerikaanse televisiezender QVC verzorgde ze vele jaren een liveprogramma van een uur over mode. Ook in Nederland had ze jarenlang het mode-item "Wat trek je aan" met kledingadviezen in het RTL 4-programma De 5 Uur Show. Vanaf 2003 ontwerpt ze de kleding van koningin Beatrix. Ze maakte o.a. haar twee jurken voor de troonswisseling op 30 april 2013
Haar bedrijf werd in augustus 2022 failliet verklaard.

## Onderscheidingen
- 2011, 17 april - Ridder in de Orde van Oranje-Nassau, tijdens haar afscheidsmodeshow in het Hilton Hotel in Amsterdam, omdat ze jarenlang mede een stempel drukte op de Nederlandse modecultuur en zich inzette op maatschappelijk terrein.[6]
- 2011, mei - Fashion Museum Award 2011, doordat haar ontwerpen een brug slaan tussen landen en culturen.[7]
- 2012 - Dutch Designer of the Year, uitgeroepen door de Floating Fashion Week (Dutch Fashion Week).